# 1993 Guacolda
1993 Guacolda (1968 OH1) là một tiểu hành tinh vành đai chính được phát hiện ngày 25 tháng 7 năm 1968 bởi H. Wroblewski, G. Plouguin và I. Belyaiev ở Đại học Chile.